# Tamara Taylor

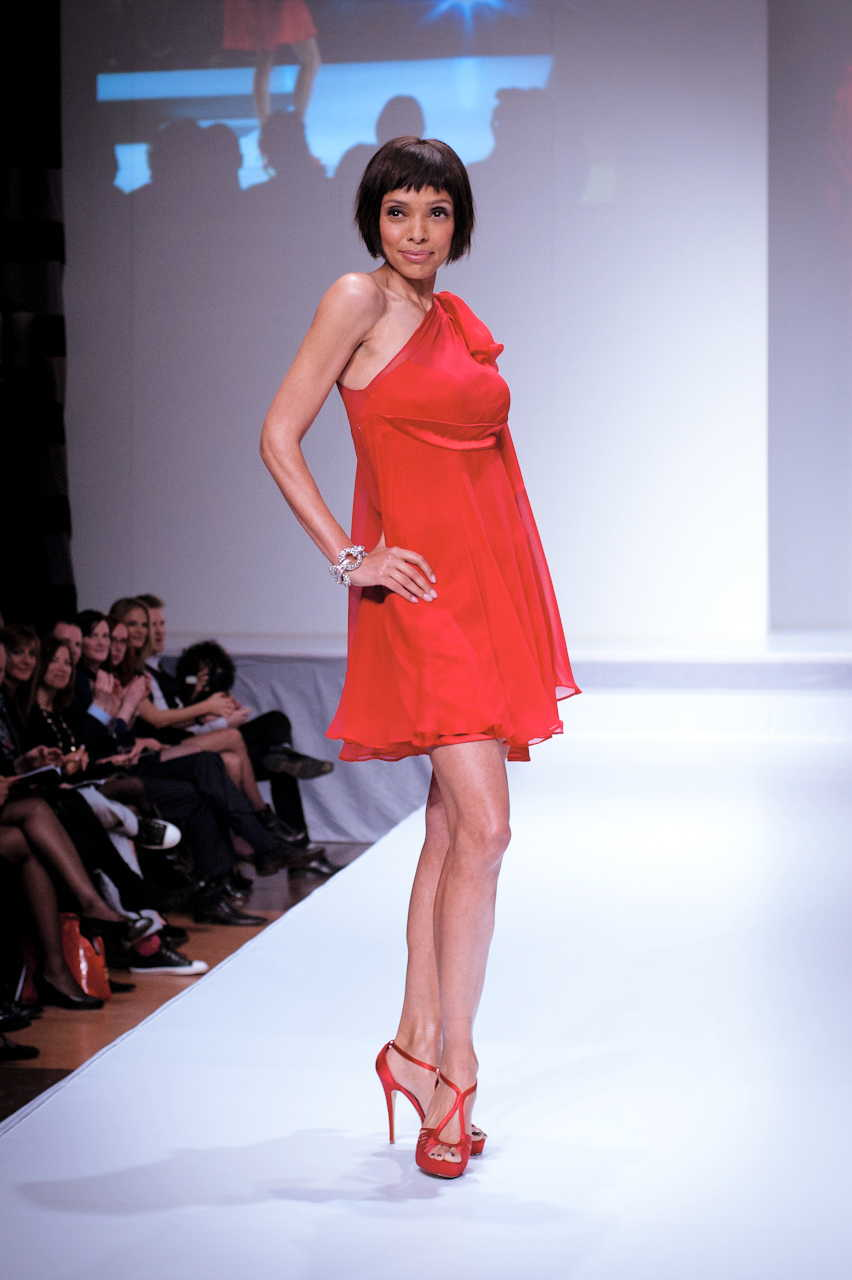
Tamara Taylor (2012)

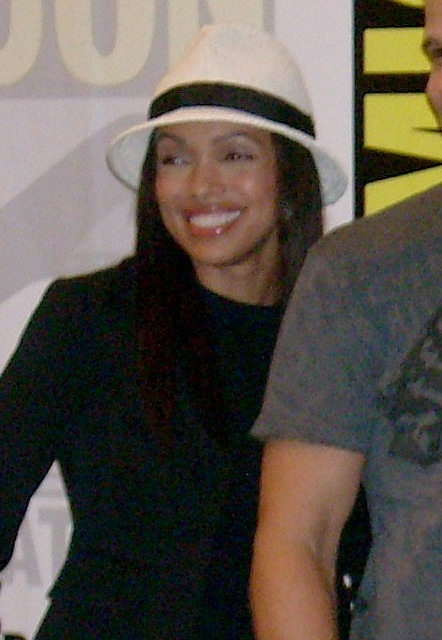
Taylor (2008)

Tamara Taylor (* 27. September 1970 in Toronto, Ontario) ist eine kanadische Schauspielerin.

## Leben
Tamara Taylor debütierte 1987 in dem NBC-Fernsehfilm LBJ: The Early Years über den ehemaligen US-Präsidenten Lyndon B. Johnson. 1991 folgte ein Auftritt einer Folge der Fernsehserie College Fieber.
In den Jahren 1996 bis 1997 war Taylor als Grace Wilcox in der Fernsehserie Party of Five zu sehen. In der Komödie Senseless (1998) spielte sie die Rolle von Janice, der Freundin des Hauptcharakters Darryl Witherspoon. In der für das Fernsehen produzierten Filmbiografie Rising Star (1999) trat sie an der Seite von Halle Berry auf. 2000 spielte sie in der Arzt-Serie City of Angels wiederkehrend die Dr. Ana Syphax. Als nächstes langfristigeres Engagement folgte eine Rolle in der Fernsehserie Hidden Hills, in der Taylor die Sarah Timmerman in allen Folgen spielte. Nach einigen Gastrollen in Fernsehserien wie CSI: Miami und Six Feet Under – Gestorben wird immer erhielt sie eine der größeren Rollen in der Filmkomödie Das Verrückte Tagebuch (2005). Ebenfalls 2005 war sie als Nina in der kurzlebigen Serie Sex, Love & Secrets zu sehen, die Serie kam auf acht Folgen.
Von 2006 bis 2017 spielte sie in der Krimiserie Bones – Die Knochenjägerin die Rolle Dr. Camille Saroyan.

## Privates
Taylors Vater, der Musiker Vaughn Grouse, war afrokanadischer Abstammung, die Vorfahren ihrer Mutter Deborah Reid, einer Immobilienmaklerin, kamen aus Schottland; nach der Scheidung ihrer Eltern wuchs sie bei ihrer Mutter und ihrem Stiefvater Eddie Taylor auf, dessen Namen sie auch angenommen hat. Von 2007 bis 2012 war sie mit dem Anwalt Miles Cooley verheiratet. Neve Campbell, mit der Taylor bereits in Party of Five zusammenspielte, ist eine Cousine zweiten Grades.

## Filmografie (Auswahl)
- 1987: LBJ: The Early Years (Fernsehfilm)
- 1991: College Fieber (A Different World, Fernsehserie, Folge 4x25)
- 1996–1997: Party of Five (Fernsehserie, 16 Folgen)
- 1998: Senseless
- 1999: Graham’s Diner
- 1999: Rising Star (Introducing Dorothy Dandridge, Fernsehfilm)
- 2000: City of Angels (Fernsehserie, 13 Folgen)
- 2001: One Special Moment (Fernsehfilm)
- 2002: Becker (Fernsehserie, Folge 6x06)
- 2002–2003: Hidden Hills (Fernsehserie, 17 Folgen)
- 2004: Six Feet Under – Gestorben wird immer (Six Feet Under, Fernsehserie, Folge 4x11)
- 2004: CSI: Miami (Fernsehserie, Folge 3x07)
- 2005: Das verrückte Tagebuch (Diary of a Mad Black Woman)
- 2005: Lost (Fernsehserie, 2 Folgen)
- 2005: Serenity – Flucht in neue Welten (Serenity)
- 2005: Sex, Love & Secrets (Fernsehserie, 8 Folgen)
- 2005–2006: Navy CIS (NCIS, Fernsehserie, 2 Folgen)
- 2006: Numbers – Die Logik des Verbrechens (NUMB3RS, Fernsehserie, Folge 2x12)
- 2006–2017: Bones – Die Knochenjägerin (Bones, Fernsehserie, 223 Folgen)
- 2011: Shuffle
- 2014: Dating in LA and Other Urban Myths (Fernsehserie, 4 Folgen)
- 2017: August Falls
- 2018: Altered Carbon – Das Unsterblichkeitsprogramm (Altered Carbon, Fernsehserie, 5 Folgen)
- 2019: #Truth
- 2020: October Faction (Fernsehserie, 10 Folgen)
- 2020: Marvel’s Agents of S.H.I.E.L.D. (Fernsehserie, 5 Folgen)
- 2021–2022: Law & Order: Organized Crime (Fernsehserie, 15 Folgen)
- 2021: Law & Order: Special Victims Unit (US-Serie, Folge 23x09)
- 2023: Snowfall (Fernsehserie, 5 Folgen)